# Чушевиці
Чуше́виці (рос. Чушевицы) — село у складі Верховазького району Вологодської області, Росія. Адміністративний центр Чушевицького сільського поселення.

## Населення
Населення — 611 осіб (2010; 735 у 2002).
Національний склад (станом на 2002 рік):
- росіяни — 99 %